# Hypolimnion

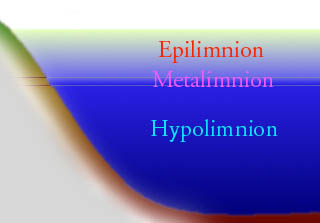
Gliederung des Sees aufgrund abiotischer Faktoren

Das Hypolimnion (Hypolimnial) ist die untere, nur durch interne Wellen und deren Ausgleichsströmungen bewegte und bei 3,98 °C homogen kalte Wasserschicht in einem geschichteten stehenden Gewässer. Das Hypolimnion ist durch die Sprungschicht, das Metalimnion, von der oberen Wasserschicht, dem Epilimnion, getrennt. In Seen zu geringer Tiefe kann sich kein Hypolimnion ausbilden, so dass das Metalimnion mit höheren Temperaturen bereits den Seeboden berührt („Metalimnische Seen“). Zur Entstehung von Wasserschichten kommt es aufgrund der Dichteanomalie des Wassers.